# Pinguin
La nave corsara Pinguin, conosciuta anche come Schiff 33 e col codice F, venne costruita nel 1936 come nave da carico Kandelfels e convertita in corsara tra il 1939 e il 1940. La sua gemella Goldenfels divenne la famosa corsara Atlantis.

## Storia

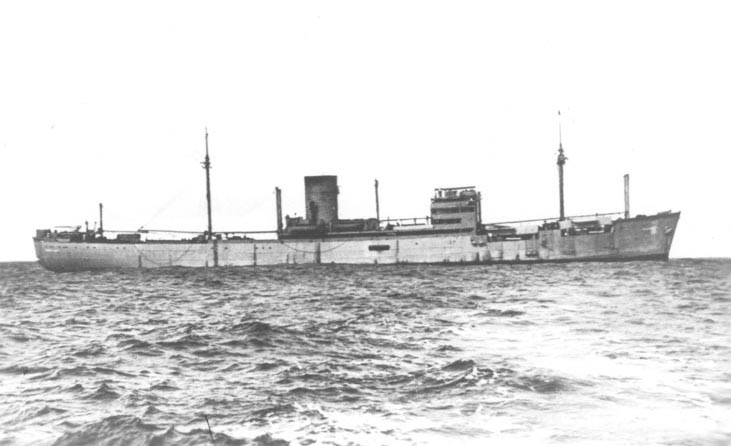
La foto della Atlantis, unità gemella, da una idea di come dovesse apparire la nave senza camuffamenti.

Al comando del capitano di vascello Ernst-Felix Krüder, il Pinguin camuffato da piroscafo sovietico, iniziava la sua missione di corsa il 22 giugno 1940 varcando lo stretto di Danimarca e puntando decisamente verso le acque calde del sud Atlantico per rifornire un U-Boot tedesco rimasto a secco di nafta e senza viveri, posizionandosi nei pressi dell'isola di Capo Verde. Al termine di tale operazione, la Pinguin cambiava denominazione e si trasformava nella nave da carico greca Kassos.
Il 30 giugno 1940 la Kassos faceva la sua prima vittima: si trattava del piroscafo inglese Domingo, proveniente dall'Argentina e diretta in Gran Bretagna. Successivamente, nell'Oceano Indiano, cambiava ancora fisionomia e si trasformava nel piroscafo britannico Trafalgar. Così camuffato, depositerà in autunno nei mari australi banchi di mine che causeranno l'affondamento accertato di 4 navi per complessive 18.065 tonnellate.
Nell'aprile del 1941, dopo aver svernato nelle acque artiche, la Pinguin si trasformava nuovamente nella nave norvegese Tamerlane. Così camuffata si spingeva di nuovo verso l'Oceano Indiano. E a nord-ovest delle isole Seychelles, dopo aver avvistato e affondato la petroliera britannica British Emperor, che riuscì ad inviare una richiesta di aiuto per radio, veniva a sua volta affondata dall'incrociatore pesante britannico HMS Cornwall.